# سرخس باتلاقی پرمو
سرخس باتلاقی پرمو (نام علمی: Thelypteris pilosa) نام یک گونه از سرده سرخس باتلاقی است.